# Histopona laeta
Histopona laeta är en spindelart som först beskrevs av Kulczynski 1897.  Histopona laeta ingår i släktet Histopona och familjen trattspindlar.
Artens utbredningsområde är Rumänien. Inga underarter finns listade i Catalogue of Life.